# Терский берег
Те́рский бе́рег — название юго-восточного берега Кольского полуострова от устья Варзуги до мыса Святой Нос. Омывается Белым морем. Общая протяжённость Терского берега — приблизительно 500 км. Бо́льшая часть Терского берега находится за Северным полярным кругом. Некоторые источники относят к Терскому берегу и Кандалакшский берег, считая северо-западной границей вершину Кандалакшского залива Белого моря. Существуют и другие варианты определения западной границы Терского берега — по мысам Лудошный или Турий, или даже ещё западнее. Также с 1970—1980-х годов существует практика отождествления понятий «Терский берег» и «Терский район Мурманской области», в этом случае западная граница Терского берега проходит в районе Порьей губы.

## Ландшафт

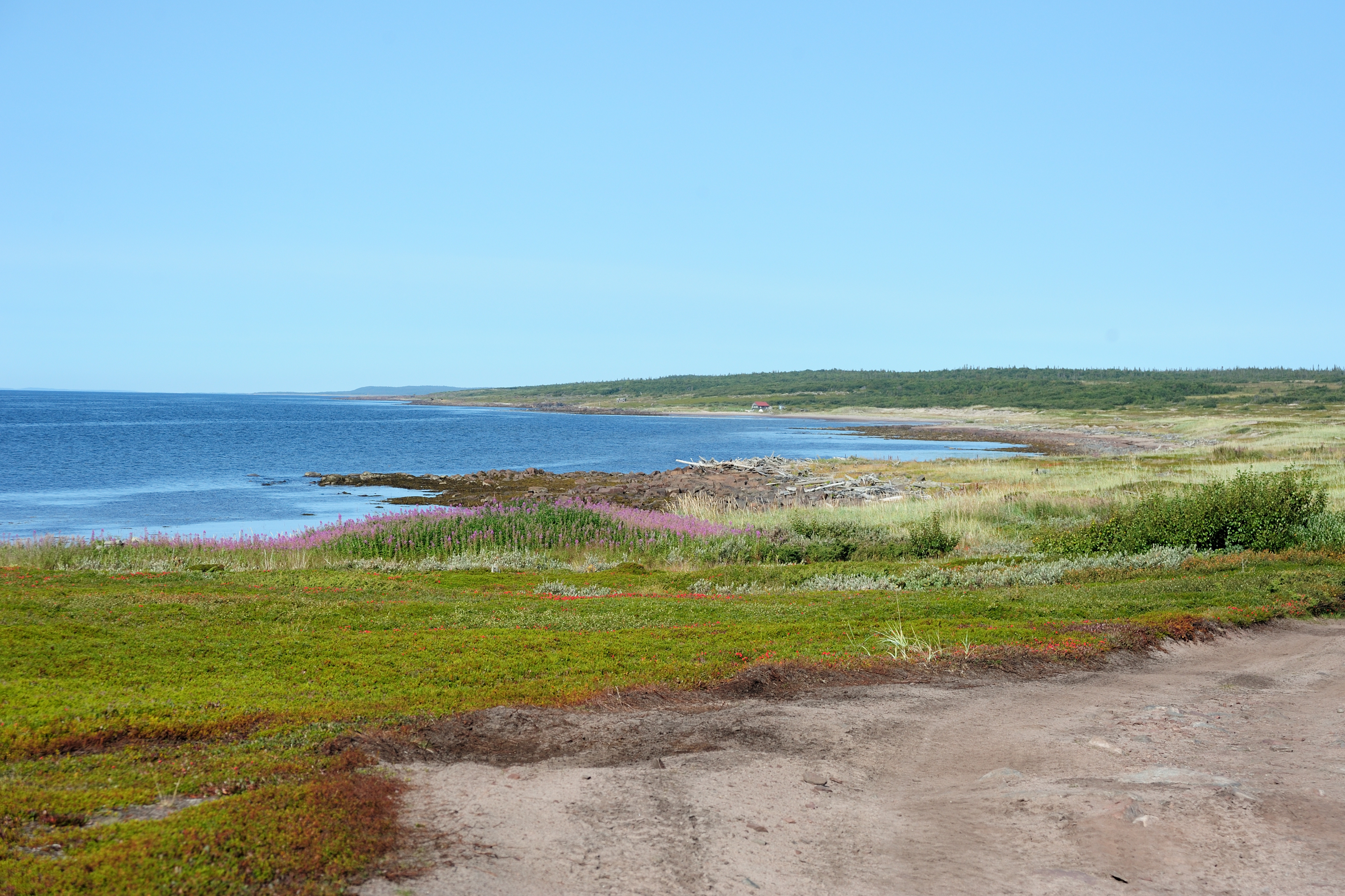
Терский берег между Чаваньгой и устьем Варзуги

Орографическое строение Терского берега относительно однородное и представляет собой слабохолмистую на севере и северо-западе и пологоволнистую на востоке равнину с большим количеством болот и заболоченных участков. Лишь Колвицкие тундры на западе характеризуются среднегористым рельефом, который обуславливает максимальные в пределах Терского берега абсолютные высотные отметки (Порьи тундры — 502 м) и относительные превышения (до 300 и более м). В зонах с равнинным рельефом (южная и центральная часть полосы) средние высотные отметки составляют 80—120 м, а превышения редко больше 20—30 м.
Характерной чертой ландшафта является преобладание северо-западной ориентировки рек и заливов на участке Колвицкие тундры. В северо-западном направлении вытянуты Порья Губа, реки Варзуга, Порья, а в северном — реки Стрельна, Чаваньга, Чапома, Пулоньга и Бабья.
Терский берег располагает удивительными по красоте и величию ландшафтами, неповторимыми природно-географическими комплексами и рекреационными ресурсами.

## Топонимы

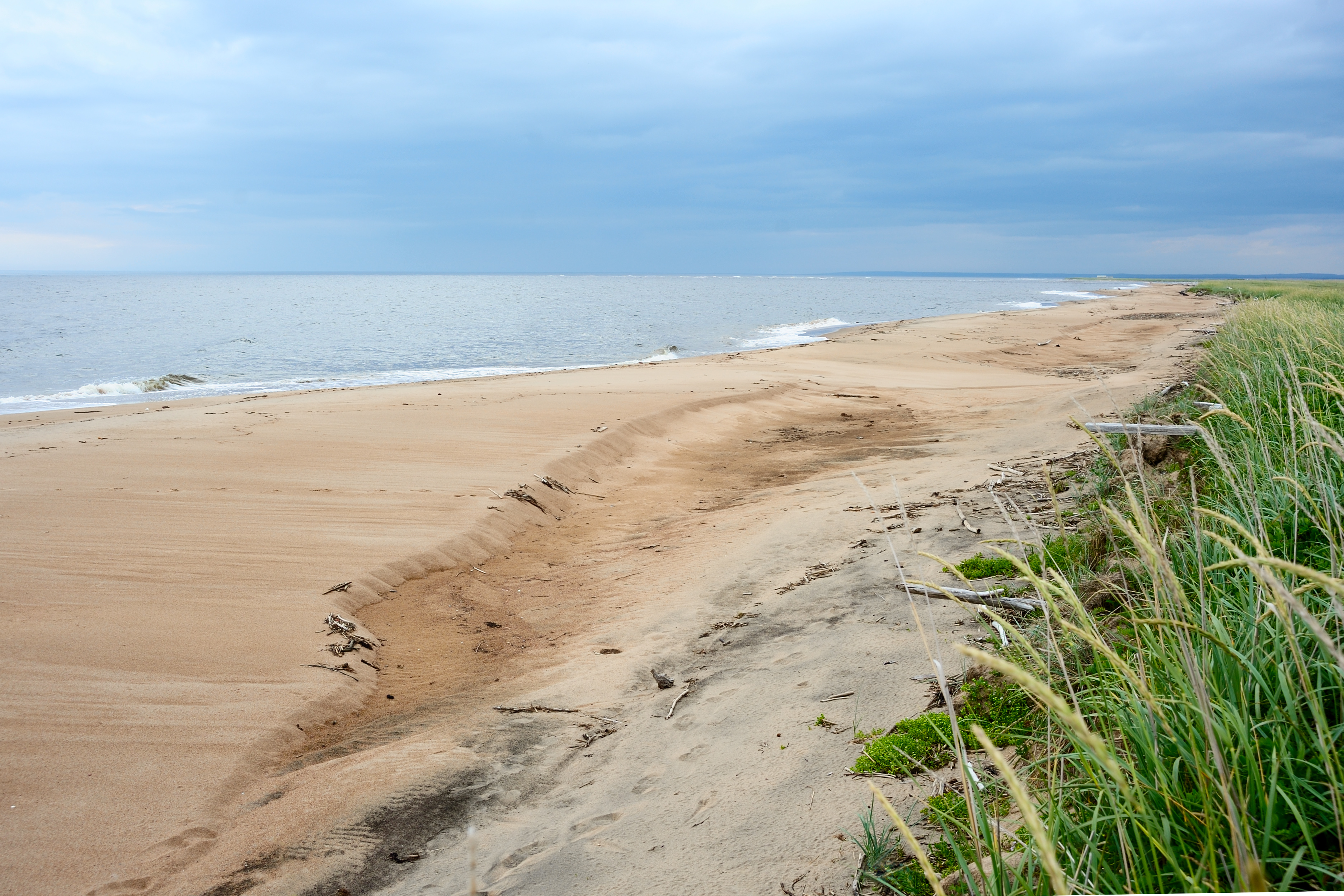
Песчаные пляжи Терского берега

Само название берега впервые фиксируется в форме «Терская сторона» в списке XV—XVI в. с грамоты XIII века. и связано с названием новгородской волости Тре (в более поздних документах Тер, Тир) неясного, но предположительно заимствованного происхождения.
В отличие от центральных, западных и северных частей Кольского края в названиях ландшафтных форм Терского берега преобладают не саамские, а поморские топонимы: на́волок — мыс, ва́рака — покрытая лесом возвышенность, са́лма — пролив, паду́н — водопад на реке, ко́рга — каменистая отмель, ку́йпога — приливно-отливная зона на убылой воде, губа́ — залив, луда́ и лу́дка — невысокий каменистый островок, гля́день — высокое место, гора для наблюдений за морем и судами. Саамские и карельские названия, имеющие более древнее происхождение, также употребляются. Название древнего села Кузомень, упоминавшееся ещё в «Сотной грамоте» 1575 года, берёт начало в карельском языке (по-карельски ель — кууси, а мыс — ниеми) и означает «Еловый мыс» (эта местность, которая в наши дни представляет собой песчаную пустошь с гуляющими по дюнам ветрами, в своё время славилась хвойными лесами).

## История освоения Терского берега

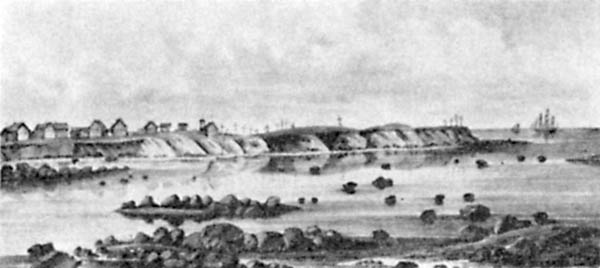
«Село Пялица». С картины художника Редера. 1837 год

Первые люди появились на Терском береге на рубеже III—II тысячелетий до н. э. Археологи предполагают, что впервые начали осваивать его охотники за морским зверем. Они селились в основном в устьях рек на террасах. Занимались охотой на тюленя, моржа, кита, белуху. Также ловили морскую рыбу и сёмгу в реках.
Примерно в XVI веке до н. э. тюлени, моржи, киты постепенно исчезают или сокращаются в числе, так как мелеет горло Белого моря, и охотники покидают берег. На побережье выходят и осваивают территорию протосаамы. Они селятся летом в устьях рек, где ловят рыбу. Используют одомашненных северных оленей в основном как средство передвижения. В зимний период охотятся на диких оленей и ловят рыбу на озёрах.
В XIV веке карелы выходят на архангельский берег[прояснить] и постепенно продвигаются по направлению к Терскому берегу. Карельские племена дошли до Варзуги в XV веке и в 1419 году основали там своё поселение. Помимо охоты и рыбной ловли карелы занимались земледелием, сеяли рожь и овес. Но основным населением Терского берега до XIV—XV веков оставались терские саамы.
Заселение славян происходило в три этапа: сначала шли новгородцы, затем ростово-суздальские переселенцы. На Терский берег бежали стрельцы. С VII по XII век переселенцы приходят на сезон в самые уловистые места. Их также привлекает охота на морского и пушного зверя. Они основывают сезонные поселения, которые к XII веку превращаются в постоянные. Рядом с Кузоменью обнаружено два славянских погребения XII века. С начала XII века люди, живущие на побережье всего Белого моря, называли себя поморами.

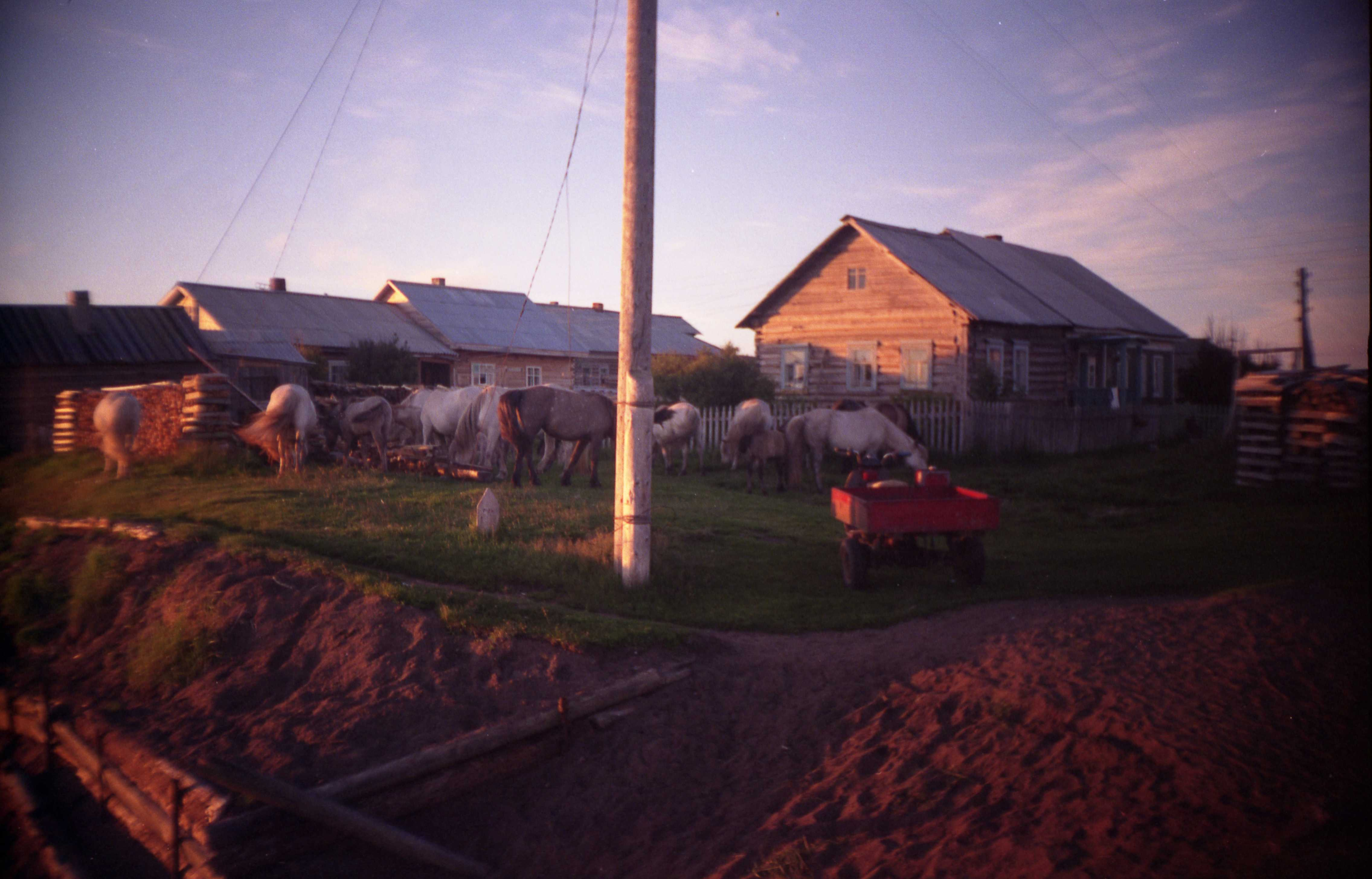
Табун диких лошадей в Чаваньге

Там, где можно было рассчитывать на удачный промысел, новгородцы делали «заимки» в пользу своего боярина. Так возникали северные новгородские промыслы: соляные варницы, рыбачьи поселки, ловчие станы (для ловли кречетов) и т. д. Вслед за боярскими промыслами появились земледельческие поселки в тех местах, где в условиях того времени можно было заниматься земледелием. Между пришельцами и коренными жителями края не было вражды из-за земельных угодий, так как земли хватало для всех: русские, карелы и саамы садились на малые участки и работали на себя в одиночку или группами (дружинами).
По тому же пути, в то же время и несколько позже двигались на север и монастырские иноки. Иноки стремились закрепить богатые зверем и рыбой места за своими монастырями, что подтверждают грамоты о передаче угодий Соловецкому монастырю. Когда Кольский полуостров был официально включён в состав государства Российского (1486), под владение Соловецкого монастыря попала вся территория Терского берега (позже он делил её с Кирилло-Белозерским монастырём). С деятельностью монастырей связано появление солевого промысла. Соловецкий монастырь распространял здесь тони и солеварни, некоторые из них впоследствии превратились в деревни.
В конце XV столетия Поморье вошло в состав единого Русского государства, и мореплавание вдоль северных берегов Кольского полуострова[прояснить] стало особенно оживленным. Русский посол дьяк Григорий Истома путешествовал в Данию в 1496 году вдоль берега Кольского полуострова; позже он рассказал о деталях этого путешествия послу германского императора Сигизмунду фон Герберштейну, который изложил его рассказ в своей книге «Записки о Московии» (1556). В начале XVI столетия Кандалакшский и Терский берега Кольского полуострова были заселены русскими людьми. Приток русских на Кольский полуостров усилился во второй половине XVI столетия, во время царствования в России Ивана IV Грозного. В середине XVI века Кольский полуостров уже был нанесён на русские географические карты. В 1627 году завершился труд по созданию «Большого Чертежа» Московского государства. На части «чертежа», изображающей территорию Кольского полуострова, было нанесено 71 географическое название, в том числе 40 рек, много островов и озёр. Из поселений на карте были показаны Кола, Печенга, Кандалакша, Варзуга, Умба.

## Селения Терского берега

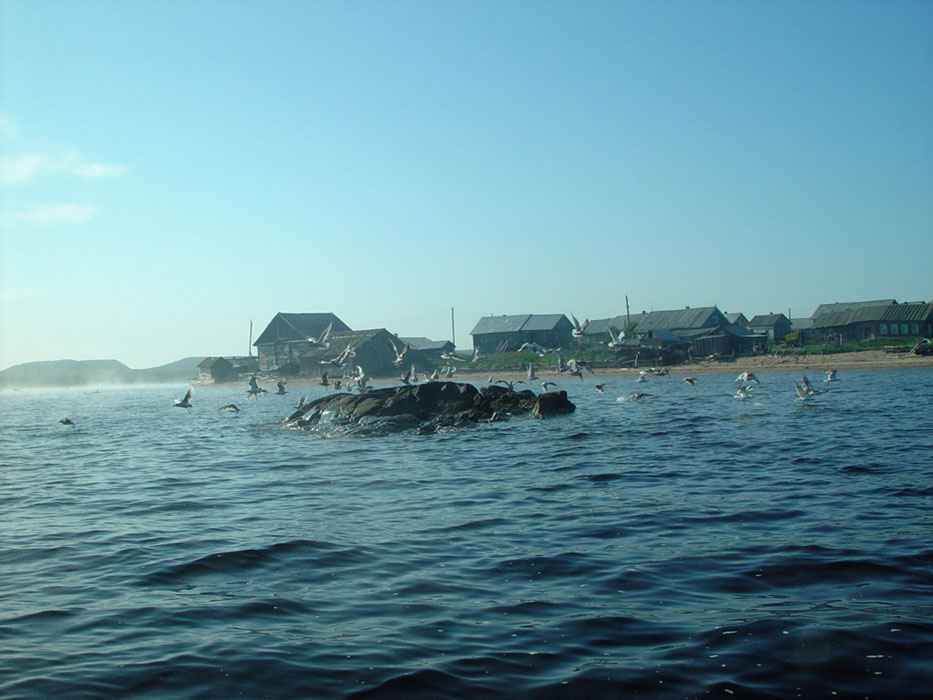
Чаваньга с Белого моря

- Кузомень
- Устье Варзуги
- Чаваньга
- Тетрино
- Стрельна
- Чапома
- Пялица
- Поной
- Лумбовка

## Маяки Терского берега
- Маяк Никодимский
- Терско-Орловский Маяк
- Маяк Городецкий
- Святоносский маяк